# 曲枝补血草
曲枝补血草（学名：Limonium flexuosum），为白花丹科补血草属下的一个植物种。